# Жалпакталский район
Жалпакталский район (каз. Жалпақтал ауданы) — единица административного деления Уральского округа и Западно-Казахстанской (в 1962—1992 — Уральской) области Казахской ССР (до 1936 — Казакской АССР, с 1991 — Республики Казахстан), существовавшая в 1928—1930 и 1935—1997 годах. Центр — село Жалпактал (до 1936 — Сламихино, в 1936—1993 — Фурманово).

## История
Сламихинский район был образован 17 января 1928 года в составе Уральского округа Казакской АССР. В его состав вошли территории Сламихинской и части Глиненской волости Букеевского уезда Уральской губернии.
В 1930 году Сламихинский район был упразднён, а его территория разделена между Джангалинским и Таловским районами.
9 января 1935 года Сламихинский район был восстановлен в составе Западно-Казахстанской области. 9 февраля 1936 года он был переименован в Фурмановский район.
По данным 1951 года район включал 9 сельсоветов: Балыктинский, Будённовский, Каракугинский, Карасуский, Коктерекский, Тасхутерский, Тендикский, Торитшевский и Фурмановский.
24 мая 1962 года к Фурмановскому району была присоединена часть территории упразднённого Джангалинского района.
18 июня 1993 года Фурмановский район был переименован в Жалпакталский район.
17 июня 1997 года Жалпакталский район был упразднён.

## Население
| 1939   | 1959   | 1970   | 1979   | 1989   |
| ------ | ------ | ------ | ------ | ------ |
| 17 789 | 16 418 | 31 620 | 19 764 | 21 125 |

По данным переписи 1939 года национальный состав района был таков: казахи — 76,5 %, русские — 15,1 %, татары — 3,7 %, украинцы — 2,4 %.